# Sant Andreu d'Arbolí
Sant Andreu d'Arbolí és l'església parroquial d'Arbolí (Baix Camp) protegida com a bé cultural d'interès local. Està dedicada a sant Andreu.

## Descripció
És un edifici de planta rectangular i absis poligonal, de tres naus sense creuer i amb quatre tramades, la primera de les quals és ocupada pel cor. D'un fris continu arrenca la volta, de mig punt amb llunetes i arcs de reforç. Les voltes de les naus laterals són d'aresta. La façana presenta una porta amb arc de mig punt, amb una falsa columna neoclàssica per banda, un fris i una fornícula buida. Per sobre un petit ull de bou i una obertura cruciforme. El campanar, que segons alguns autors és de construcció anterior al temple actual, és de planta octogonal, de dos pisos i coberta piramidal.

## Història
La parròquia d'Arbolí havia estat vicaria de Siurana encara a mitjan segle xix. Actualment depèn d'Alforja. El temple, construït el 1799, presenta elements neoclàssics, que el diferencien d'altres temples comarcals. Durant la Guerra Civil van ser destruïts els altars i retaules així com bona part de la documentació parroquial. L'antiga rectoria s'utilitza ara com a refugi de muntanya.